# Mojca Suhadolc
Mojca Suhadolc (Ljubljana, 7. siječnja 1975.) je bivša slovenska alpska skijašica.
Svoje prve bodove u Svjetskom kupu osvojila je u utrci spusta 1992. godine u Vailu kada je bila 19. Ukupno je u utrkama Svjetskog kupa startala 204 puta, a od toga je 5 puta bila na postolju. Ostvarila je i jednu pobjedu. Bila je najbrža u super-veleslalomu 28. prosinca 1999. u kanadskom Lake Louisu.
Karijeru je okončala u 2004/2005.

## Postolja u Svjetskom skijaškom kupu
| Datum              | Mjesto održavanja | Disciplina      | Rezultat  |
| ------------------ | ----------------- | --------------- | --------- |
| 7. prosinca 1995.  | Val d'Isere       | superveleslalom | 3. mjesto |
| 8. prosinca 1995.  | Val d'Isere       | veleslalom      | 2. mjesto |
| 28. prosinca 1999. | Lake Louise       | superveleslalom | 1. mjesto |
| 22. siječnja 2000. | Cortina d'Ampezzo | spust           | 3. mjesto |
| 27. veljače 2000.  | Innsbruck         | superveleslalom | 3. mjesto |

## Vanjske poveznice
- FIS profil  Arhivirana inačica izvorne stranice od 30. rujna 2007. (Wayback Machine)